# Ozarba perlucens
Ozarba perlucens är en fjärilsart som beskrevs av Emilio Berio 1940. Ozarba perlucens ingår i släktet Ozarba och familjen nattflyn. Inga underarter finns listade i Catalogue of Life.